# ReLEx SMILE
ReLEx SMILE — метод фемтосекундної лазерної корекції зору шляхом видалення лентікули через малий розріз рогівки (SMILE; SMall Incision Lenticula Extraction).
ReLEx — покоління методів лазерної корекції зору, запропоноване наприкінці 2000-х років, що використовує сучасні розробки в області фемтосекундних лазерних технологій для реалізації методу високоточного формування оптичної лінзи (лентікули) в рогівці, з метою проведення мініінвазивної процедури корекції рефракції.